# Smyków (gemeente)
De gemeente Smyków is een landgemeente in het Poolse woiwodschap Święty Krzyż, in powiat Konecki.
De zetel van de gemeente is in Smyków.
Op 30 juni 2004 telde de gemeente 3681 inwoners.

## Oppervlakte gegevens
In 2002 bedroeg de totale oppervlakte van gemeente Smyków 62,11 km², waarvan:
- agrarisch gebied: 47%
- bossen: 48%

De gemeente beslaat 5,45% van de totale oppervlakte van de powiat.

## Demografie
Stand op 30 juni 2004:
| Omschrijving                   | Totaal | Totaal | Vrouwen | Vrouwen | Mannen | Mannen |
| ------------------------------ | ------ | ------ | ------- | ------- | ------ | ------ |
| eenheid                        | aantal | %      | aantal  | %       | aantal | %      |
| inwoners                       | 3681   | 100    | 1814    | 49,3    | 1867   | 50,7   |
| bevolkingsdichtheid (inw./km²) | 59,3   | 59,3   | 29,2    | 29,2    | 30,1   | 30,1   |

In 2002 bedroeg het gemiddelde inkomen per inwoner 1233,71 zł.

## Aangrenzende gemeenten
Końskie, Mniów, Radoszyce, Stąporków